# Джонстон (атол)
Джонстон (англ. Johnston) — атол на півночі Тихого океану, за 717 морських миль (1328 км) на південний захід від Гонолулу (Гаваї). Входить до складу США.

## Географія
- Координати: 16°45′ п. ш. 169°31′ з. д.
- Острів не має природного джерела води.

### Клімат
Острів знаходиться у зоні, котра характеризується вологим тропічним кліматом.
| Клімат Джонстона        | Клімат Джонстона | Клімат Джонстона | Клімат Джонстона | Клімат Джонстона | Клімат Джонстона | Клімат Джонстона | Клімат Джонстона | Клімат Джонстона | Клімат Джонстона | Клімат Джонстона | Клімат Джонстона | Клімат Джонстона | Клімат Джонстона |
| Показник                | Січ.             | Лют.             | Бер.             | Квіт.            | Трав.            | Черв.            | Лип.             | Серп.            | Вер.             | Жовт.            | Лист.            | Груд.            | Рік              |
| Абсолютний максимум, °C | 32,2             | 31,7             | 32,2             | 32,8             | 37,8             | 35               | 35               | 35               | 35               | 35,6             | 31,7             | 37,8             | 37,8             |
| Середній максимум, °C   | 27,6             | 27,6             | 27,6             | 28,2             | 29               | 29,8             | 30,1             | 30,3             | 30,3             | 29,9             | 28,9             | 28,1             | 28,9             |
| Середня температура, °C | 25,2             | 25,2             | 25,2             | 25,8             | 26,5             | 27,3             | 27,7             | 27,9             | 27,8             | 27,5             | 26,6             | 25,7             | 26,6             |
| Середній мінімум, °C    | 22,8             | 22,8             | 22,8             | 23,3             | 24,1             | 24,8             | 25,2             | 25,4             | 25,3             | 25,2             | 24,3             | 23,4             | 24,1             |
| Абсолютний мінімум, °C  | 17,2             | 17,8             | 18,3             | 20               | 20,6             | 21,1             | 21,1             | 21,7             | 18,9             | 17,2             | 16,7             | 16,7             | 16,7             |
| Норма опадів, мм        | 55               | 40               | 63               | 54               | 34               | 23               | 34               | 57               | 60               | 78               | 102              | 72               | 670              |
| Днів з опадами          | 11               | 10               | 13               | 13               | 12               | 12               | 13               | 13               | 15               | 16               | 15               | 15               | 158              |
| Днів з дощем            | 11               | 10               | 10               | 14               | 12               | 11               | 13               | 11               | 12               | 13               | 13               | 14               | 144              |
| ----------------------- | ---------------- | ---------------- | ---------------- | ---------------- | ---------------- | ---------------- | ---------------- | ---------------- | ---------------- | ---------------- | ---------------- | ---------------- | ---------------- |
| Джерело: Weatherbase    |                  |                  |                  |                  |                  |                  |                  |                  |                  |                  |                  |                  |                  |

## Історія

Неофіційний прапор атолу Джонстон

Острів названо ім'ям капітана Джеймса Джонстона, який відкрив атол 10 грудня 1807 року. 1858 року на атол було висунуто претензії з боку США, до того часу вважалося, що атол належить Гавайському королівству. США оголосили острів своїм у відповідності до Закону про Гуано. Певний час на Джонстоні здійснювали видобуток гуано.
29 липня 1926 президент Калвін Кулідж відніс атол до Федерального пташиного заповідника під контролем Міністерства сільського господарства США. З 29 грудня 1934 року президент Франклін Рузвельт передав контроль до американських ВМС, що 1936 року розмістили на острові базу морської авіації США, побудували злітну смугу і паливне сховище.
Атол був обстріляний Японією в часи Другої світової війни. Потім він потрапив під радіоактивні опади після випробовувань 1962 р., і з 1971 р. використовується як місце поховання хімічної зброї, що залишилась після Корейської і В'єтнамської воєн.
Інкорпорована територія США, керується Агентством ядерної оборони США.